# Chiara Consonni
Chiara Consonni (Ponte San Pietro, 24 giugno 1999) è una pistard e ciclista su strada italiana, tesserata per il Gruppo Sportivo Fiamme Azzurre e per il team Canyon-SRAM Zondacrypto.
Attiva a livello Elite/Under-23 dal 2018, su pista ha vinto la medaglia d'oro nell'americana ai Giochi olimpici di Parigi 2024 in coppia con Vittoria Guazzini, il titolo mondiale 2022 nell'inseguimento a squadre, le medaglie d'argento e bronzo mondiali di specialità rispettivamente nel 2021 e 2024, oltre a sei titoli europei Under-23. Su strada si è invece imposta in tre tappe al Giro d'Italia, una nel 2022, una nel 2023 e una nel 2024.
È sorella di Simone Consonni, anch'egli ciclista.

## Carriera

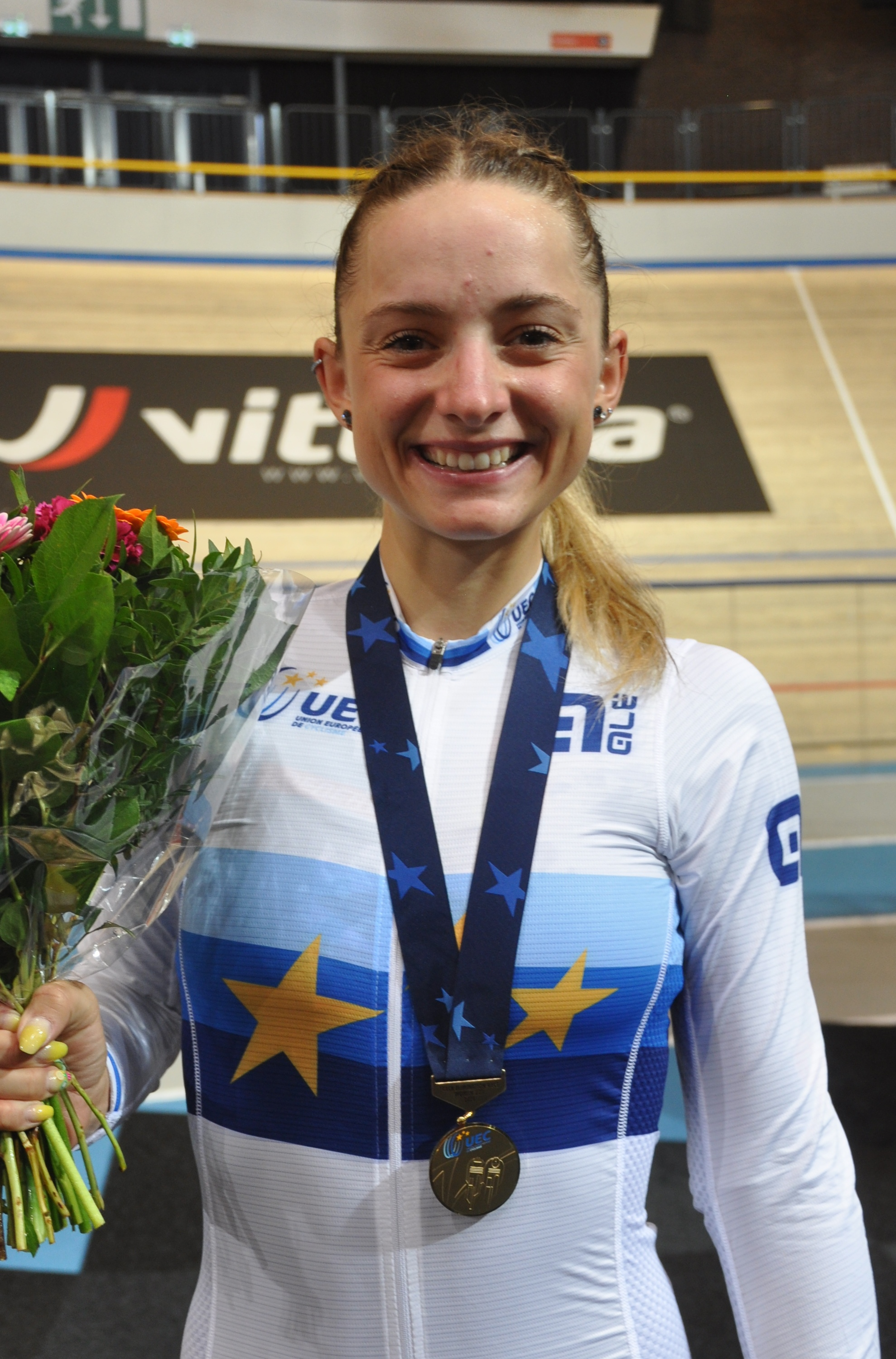
Consonni ai campionati europei Juniores e U23 2021

Nata a Ponte San Pietro, a diciassette anni, nel 2016, viene convocata per la gara in linea Junior dei Mondiali su strada di Doha (si piazza 40ª); su pista nello stesso anno diventa campionessa mondiale ed europea nell'inseguimento a squadre Juniores rispettivamente ad Aigle e Montichiari, in entrambi i casi in quartetto con Elisa Balsamo, Letizia Paternoster e Martina Stefani. Nel 2017 su strada è 26ª nella gara in linea Junior agli Europei di Herning; su pista conquista invece cinque medaglie internazionali tra Mondiali di Montichiari ed Europei di Sangalhos, nel primo caso due ori nell'inseguimento a squadre (insieme a Martina Fidanza, Vittoria Guazzini e Paternoster) e nell'americana (con Paternoster) e un bronzo nella corsa a punti, nel secondo caso due ori nell'inseguimento a squadre e nell'americana con le stesse compagne. 
Nel 2018 passa Elite con la Valcar PBM; alla prima stagione partecipa al Giro d'Italia e al Giro delle Fiandre, ritirandosi in entrambe le prove. È invece ottava nella cronometro a squadre con la Valcar ai Mondiali a Innsbruck, e si aggiudica la classifica giovani al Ladies Tour of Norway. Nel 2019 ottiene il primo successo Elite UCI su strada, facendo sua l'ultima tappa dello Holland Ladies Tour, gara World Tour.
Nel 2020 è terza al Grand Prix de Plouay e seconda al Grand Prix d'Isbergues; nello stesso anno agli Europei di Plouay conclude decima nella gara in linea Under-23. Nella stagione su pista è invece tre volte campionessa europea Under-23 a Fiorenzuola d'Arda: suoi sono i titoli dell'inseguimento a squadre, insieme a Marta Cavalli, Martina Fidanza e Vittoria Guazzini, nell'americana con Fidanza e nella corsa a eliminazione; nella successiva rassegna continentale Elite a Plovdiv conquista invece la medaglia d'argento nell'inseguimento a squadre insieme a Martina Alzini, Balsamo e Guazzini.
Nella stagione su strada 2021 ottiene tre successi in volata, vincendo Ronde de Mouscron, Volta a la Comunitat Valenciana e Grand Prix du Morbihan; chiude inoltre seconda al Flanders Diamond Tour e in una tappa del Women's Tour, e partecipa al suo secondo Giro d'Italia. Per quanto concerne l'attività su pista, è ancora tre volte campionessa europea Under-23 nel corso della rassegna svoltasi ad Apeldoorn, primeggiando nell'inseguimento a squadre insieme a Martina Fidanza, Eleonora Camilla Gasparrini e Silvia Zanardi, nell'americana con Fidanza e nella corsa a eliminazione; viene poi convocata per i campionati del mondo di Roubaix, nei quali coglie l'argento nell'inseguimento a squadre in quartetto con Alzini, Balsamo e Fidanza, subentrando a Paternoster schierata nei primi due turni.
Nel 2022 arriva il titolo mondiale nell'inseguimento a squadre con le stesse compagne più Vittoria Guazzini. Vince inoltre una tappa del Giro d'Italia, ripentendosi poi anche l'anno successivo.

## Palmarès

### Pista
- 2016 (Juniores)

Campionati europei Juniores e U23, Inseguimento a squadre Juniores (con Elisa Balsamo, Letizia Paternoster e Martina Stefani)
Campionati del mondo Juniores, Inseguimento a squadre (con Elisa Balsamo, Letizia Paternoster e Martina Stefani)
- 2017 (Juniores)

Campionati europei Juniores e U23, Inseguimento a squadre Juniores (con Letizia Paternoster, Martina Fidanza e Vittoria Guazzini)
Campionati europei Juniores e U23, Americana Juniores (con Letizia Paternoster)
Campionati del mondo Juniores, Inseguimento a squadre (con Letizia Paternoster, Martina Fidanza e Vittoria Guazzini)
Campionati del mondo Juniores, Americana (con Letizia Paternoster)
- 2020

Campionati europei Juniores e U23, Inseguimento a squadre Under-23 (con Marta Cavalli, Martina Fidanza e Vittoria Guazzini)
Campionati europei Juniores e U23, Americana Under-23 (con Martina Fidanza)
Campionati europei Juniores e U23, Corsa a eliminazione Under-23
- 2021

Campionati europei Juniores e U23, Inseguimento a squadre Under-23 (con Martina Fidanza, Eleonora Camilla Gasparrini e Silvia Zanardi)
Campionati europei Juniores e U23, Americana Under-23 (con Martina Fidanza)
Campionati europei Juniores e U23, Corsa a eliminazione Under-23
- 2022

2ª prova Coppa delle Nazioni, Inseguimento a squadre (Milton, con Elisa Balsamo, Martina Fidanza, Barbara Guarischi e Silvia Zanardi)
2ª prova Coppa delle Nazioni, Americana (Milton, con Elisa Balsamo)
Campionati italiani, Inseguimento a squadre (con Martina Fidanza, Martina Alzini e Rachele Barbieri)
Campionati del mondo, Inseguimento a squadre (con Martina Alzini, Elisa Balsamo, Martina Fidanza e Vittoria Guazzini)
- 2024

Belgian Track Meeting, Corsa a punti
Belgian Track Meeting, Americana (con Vittoria Guazzini)
Giochi olimpici, Americana (con Vittoria Guazzini)
Tre Giorni di Londra (con Vittoria Guazzini)
- 2025

Campionati europei, Inseguimento a squadre (con Vittoria Guazzini, Martina Fidanza e Martina Alzini)

### Strada
- 2019 (Valcar-Travel & Service, una vittoria)

5ª tappa Holland Tour (Nimega > Arnhem)
- 2021 (Valcar-Travel & Service, tre vittorie)

Ronde de Mouscron
Volta a la Comunitat Valenciana
Grand Prix du Morbihan
- 2022 (Valcar-Travel & Service, cinque vittorie)

Dwars door Vlaanderen
Dwars door de Westhoek
Diamond Tour
10ª tappa Giro d'Italia (Abano Terme > Padova)
Grand Prix d'Isbergues
- 2023 (UAE Team ADQ, cinque vittorie)

Trofee Maarten Wynants
9ª tappa Giro d'Italia (Sassari > Olbia)
Grote Prijs Beerens
3ª tappa Tour of Chongming Island (Chongming New City Park)
Classifica generale Tour of Chongming Island
- 2024 (UAE Team ADQ, quattro vittorie)

Gran Premio della Liberazione
Grote Prijs Eco-Struct
Diamond Tour
2ª tappa Giro d'Italia (Sirmione > Volta Mantovana)
- 2025 (Canyon-SRAM Zondacrypto, tre vittorie)

1ª tappa Tour de Pologne Féminin (Zamość > Zamość)
3ª tappa Tour de Pologne Féminin (Naleczow > Krasnik)
Classifica generale Tour de Pologne Féminin

#### Altri successi
- 2018 (Valcar-Travel & Service)

Classifica giovani Tour of Norway
- 2023 (UAE Team ADQ)

Classifica punti Tour of Chongming Island
- 2025 (Canyon-SRAM Zondacrypto)

Classifica sprint Tour de Pologne Féminin
LOTTO Most Active Rider Classification

## Piazzamenti

### Grandi Giri
- Giro d'Italia

2018: non partita (6ª tappa)
2021: fuori tempo massimo (4ª tappa)
2022: 59ª
2023: 91ª
2024: non partita (7ª tappa)
- Tour de France

2023:  non partita (7ª tappa)

### Classiche
- Giro delle Fiandre

2018: ritirata
2020: 72ª
2021: 42ª
2022: 37ª
2023: 39ª
2024: 35ª
- Parigi-Roubaix

2021: 30ª
2022: 25ª
2023: 9ª
2024: 30ª

### Competizioni mondiali
- Campionati del mondo su pista

Aigle 2016 - Inseguimento a squadre Juniores: vincitrice
Montichiari 2017 - Inseg. a squadre Juniores: vincitrice
Montichiari 2017 - Americana Juniores: vincitrice
Montichiari 2017 - Corsa a punti Juniores: 3ª
Roubaix 2021 - Inseguimento a squadre: 2ª
St. Quentin-en-Yv. 2022 - Inseguimento a squadre: vincitrice
St. Quentin-en-Yvelines 2022 - Americana: 7ª
Glasgow 2023 - Inseguimento a squadre: 4ª
Glasgow 2023 - Americana: 5ª
Ballerup 2024 - Inseguimento a squadre: 3ª
Ballerup 2024 - Americana: 5ª
- Campionati del mondo su strada

Doha 2016 - In linea Juniores: 40ª
Innsbruck 2018 - Cronosquadre: 8ª
Glasgow 2023 - In linea Elite: 20ª
- Giochi olimpici

Parigi 2024 - Inseguimento a squadre: 4ª
Parigi 2024 - Americana: vincitrice

### Competizioni continentali
- Campionati europei su pista

Montichiari 2016 - Inseguimento a squadre Juniores: vincitrice
Sangalhos 2017 - Inseguimento a squadre Juniores: vincitrice
Sangalhos 2017 - Americana Juniores: vincitrice
Fiorenzuola 2020 - Inseguimento a squadre Under-23: vincitrice
Fiorenzuola 2020 - Americana Under-23: vincitrice
Fiorenzuola 2020 - C. a eliminazione Under-23: vincitrice
Plovdiv 2020 - Inseguimento a squadre: 2ª
Apeldoorn 2021 - Inseguimento a squadre Under-23: vincitrice
Apeldoorn 2021 - Americana Under-23: vincitrice
Apeldoorn 2021 - C. a eliminazione Under-23: vincitrice
Apeldoorn 2024 - C. a eliminazione: 4ª
Heusden-Zolder 2025 - Inseguimento a squadre: vincitrice
Heusden-Zolder 2025 - Americana: 2ª
Heusden-Zolder 2025 - Omnium: 6ª
- Campionati europei su strada

Herning 2017 - In linea Juniores: 26ª
Plouay 2020 - In linea Under-23: 10ª
Limburgo 2024 - In linea Elite: 22ª

## Riconoscimenti
- Giglio Rosa nel 2023[8] e 2024[9][10]